# Büşra Barbaros
Büşra Barbaros (* 10. Mai 1996 in Gaziantep als Büşra Yıldırım) ist eine türkische Sprinterin und Hürdenläuferin, die sich auf die 400-Meter-Distanz spezialisiert hat.

## Sportliche Laufbahn
Erste internationale Erfahrungen sammelte Büşra Barbaros im Jahr 2013, als sie bei den Jugendweltmeisterschaften in Donezk in der ersten Runde im 400-Meter-Lauf disqualifiziert wurde und über 400 m Hürden mit 63,82 s in der Vorrunde ausschied. Anschließend startete sie im 400-Meter-Hürdenlauf bei den Junioreneuropameisterschaften in Rieti und kam dort mit 64,81 s nicht über die Vorrunde hinaus. Im Jahr darauf siegte sie in 60,46 s über 400 m Hürden bei den Junioren-Balkan-Meisterschaften in Serres und belegte mit der türkischen 4-mal-400-Meter-Staffel in 3:47,53 min den vierten Platz. Anschließend schied sie bei den Juniorenweltmeisterschaften in Eugene mit 62,40 s im Vorlauf über die Hürden aus. 2015 siegte sie in 60,20 s erneut bei den Junioren-Balkan-Meisterschaften in Pitești und gewann dort mit der Staffel in 3:47,98 min die Bronzemedaille. Anschließend kam sie bei den Junioreneuropameisterschaften in Eskilstuna mit 63,51 s nicht über die Vorrunde hinaus. 2016 wurde sie bei den U23-Mittelmeer-Meisterschaften in Tunis in 65,03 s Fünfte über die Hürden und gewann mit der Staffel in 3:48,95 min die Silbermedaille hinter dem Team aus Italien. Im Jahr darauf belegte sie bei den Islamic Solidarity Games in Baku in 59,92 s den siebten Platz über 400 m Hürden und schied über 400 Meter mit 56,64 s im Vorlauf aus. Zudem gewann sie mit der Staffel in 3:41,29 min die Bronzemedaille hinter den Teams aus Bahrain und Nigeria. Anschließend kam sie bei den U23-Europameisterschaften in Bydgoszcz mit 62,06 s nicht über die Vorrunde über 400 m Hürden hinaus.
Bei den World Athletics Relays 2021 in Chorzów verpasste sie mit der Mixed-Staffel über 4-mal 400 Meter mit 3:20,98 min den Finaleinzug und im Jahr darauf gewann sie bei den Balkan-Meisterschaften in Craiova in 52,88 s die Silbermedaille über 400 Meter hinter der Österreicherin Susanne Gogl-Walli und belegte mit der Frauenstaffel in 3:42,42 min den vierten Platz. Anschließend gelangte sie bei den Mittelmeerspielen in Oran mit 53,59 s auf Rang fünf im Einzelbewerb und gewann mit der Staffel in 3:43,13 min die Bronzemedaille hinter den Teams aus Italien und Slowenien. Daraufhin gewann sie bei den Islamic Solidarity Games in Konya in 3:35,24 min die Silbermedaille mit der 4-mal-400-Meter-Staffel hinter dem Team aus Bahrain und sicherte sich zudem in der Mixed-Staffel in 3:22,90 min die Bronzemedaille hinter Bahrain und Marokko. 2024 siegte sie mit der Staffel in 3:46,80 min bei den Balkan-Hallenmeisterschaften in Istanbul. Ende Mai belegte sie bei den Balkan-Meisterschaften in Izmir in 3:40,25 min den fünften Platz mit der Frauenstaffel und sicherte sich in der Mixed-Staffel in 3:25,49 min die Silbermedaille hinter dem serbischen Team.
2021 wurde Barbaros türkische Meisterin im 400-Meter-Lauf.

## Persönliche Bestleistungen
- 400 Meter: 52,88 s, 18. Juni 2022 in Craiova
  - 400 Meter (Halle): 54,55 s, 18. Februar 2024 in Istanbul
- 400 m Hürden: 59,00 s, 12. Juni 2022 in Bursa